# Svirce (Kosovska Kamenica)
Pour les articles homonymes, voir Svirce.
Svircë en albanais et Svirce en serbe latin (en serbe cyrillique : Свирце) est une localité du Kosovo située dans la commune/municipalité de Kamenicë/Kosovska Kamenica, district de Gjilan/Gnjilane (Kosovo) ou district de Kosovo-Pomoravlje (Serbie). Selon le recensement kosovar de 2011, elle compte 59 habitants, tous albanais.

## Démographie

### Évolution historique de la population dans la localité
| 1948 | 1953 | 1961 | 1971 | 1981 | 1991 | 2011 |
| ---- | ---- | ---- | ---- | ---- | ---- | ---- |
| 645  | 650  | 686  | 708  | 341  | 261  | 59   |

|  |